# Payathonzu (ville)
Pour les articles homonymes, voir Payathonzu (homonymie).
Payathonzu est une ville birmane située dans le district de Kawkareik, dans l’État de Kayin, autrefois appelé État Karen.

## Géographie

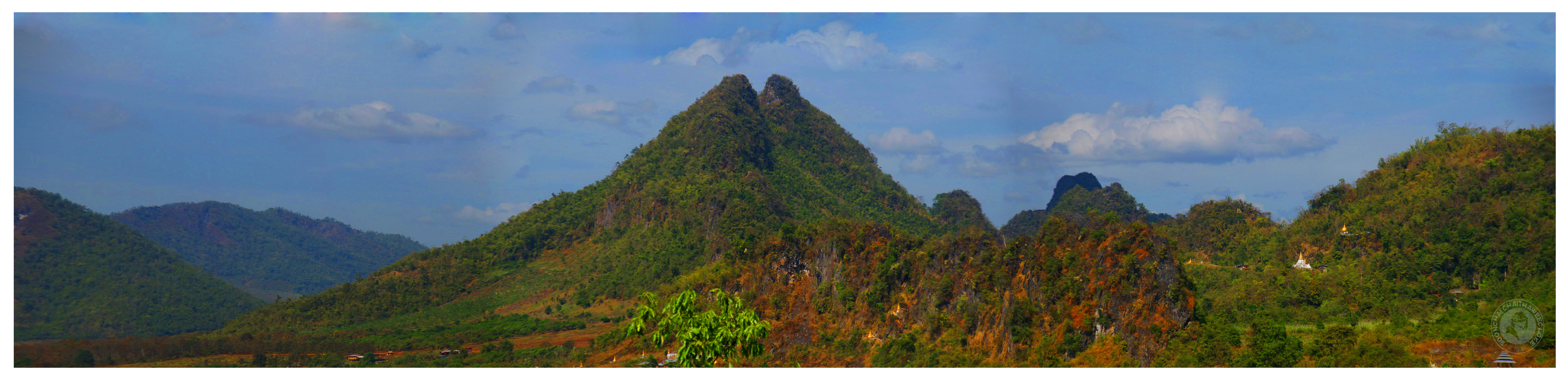
Paysage

Le col des Trois Pagodes relie Payathonzu au district thaïlandais de Sangkhla Buri.

## Galerie

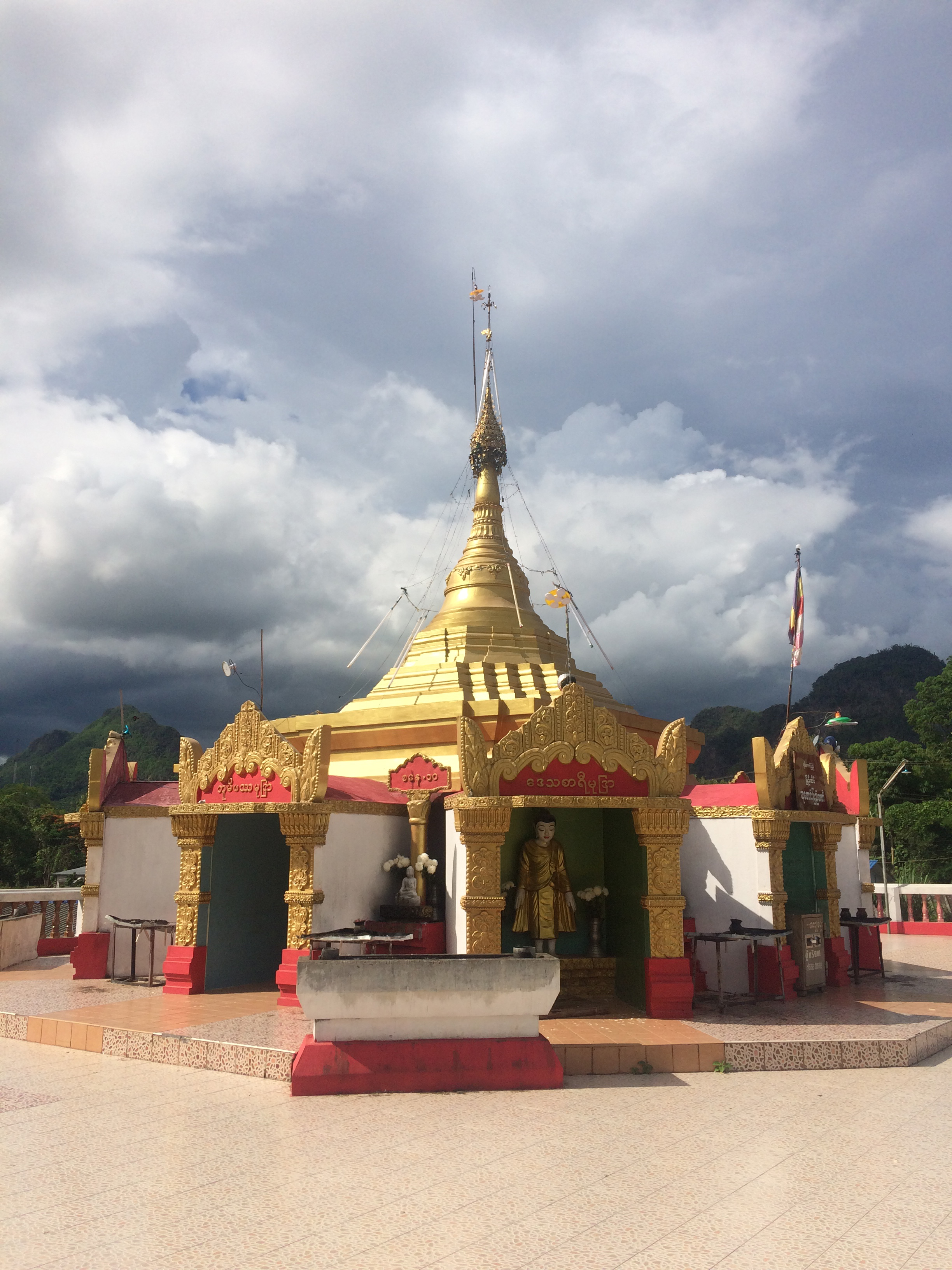
Une pagode
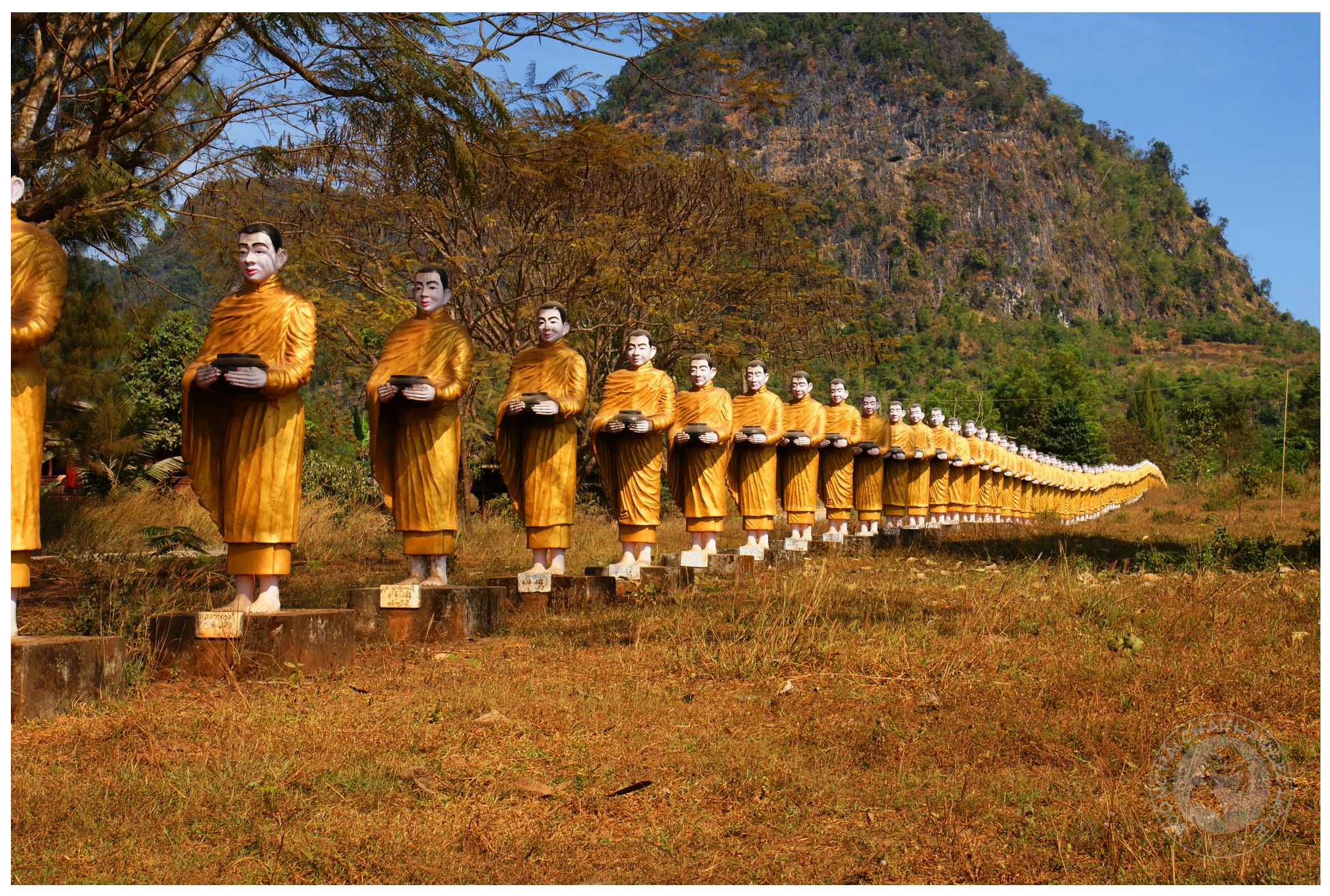
Des statues
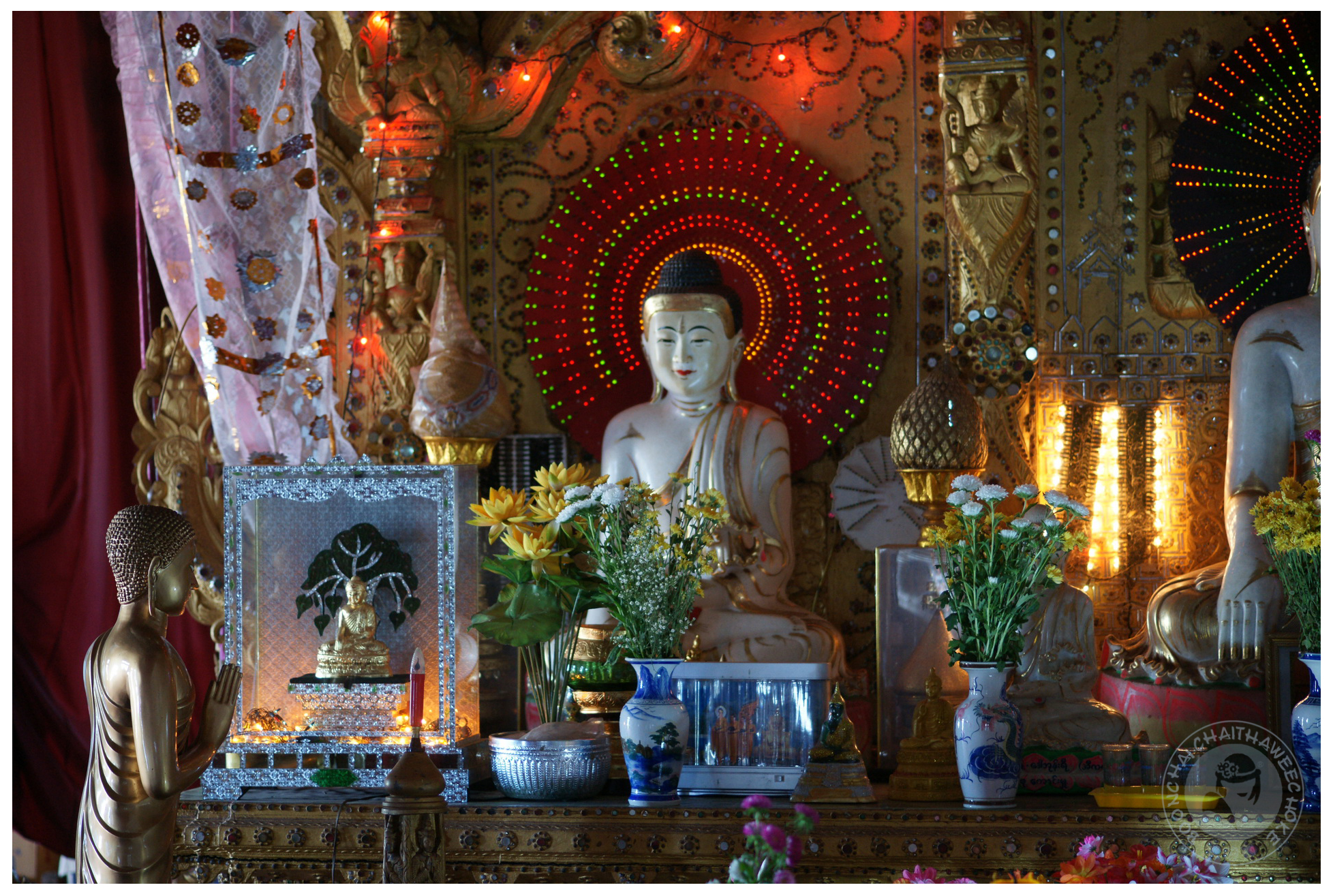
Autel d'un temple
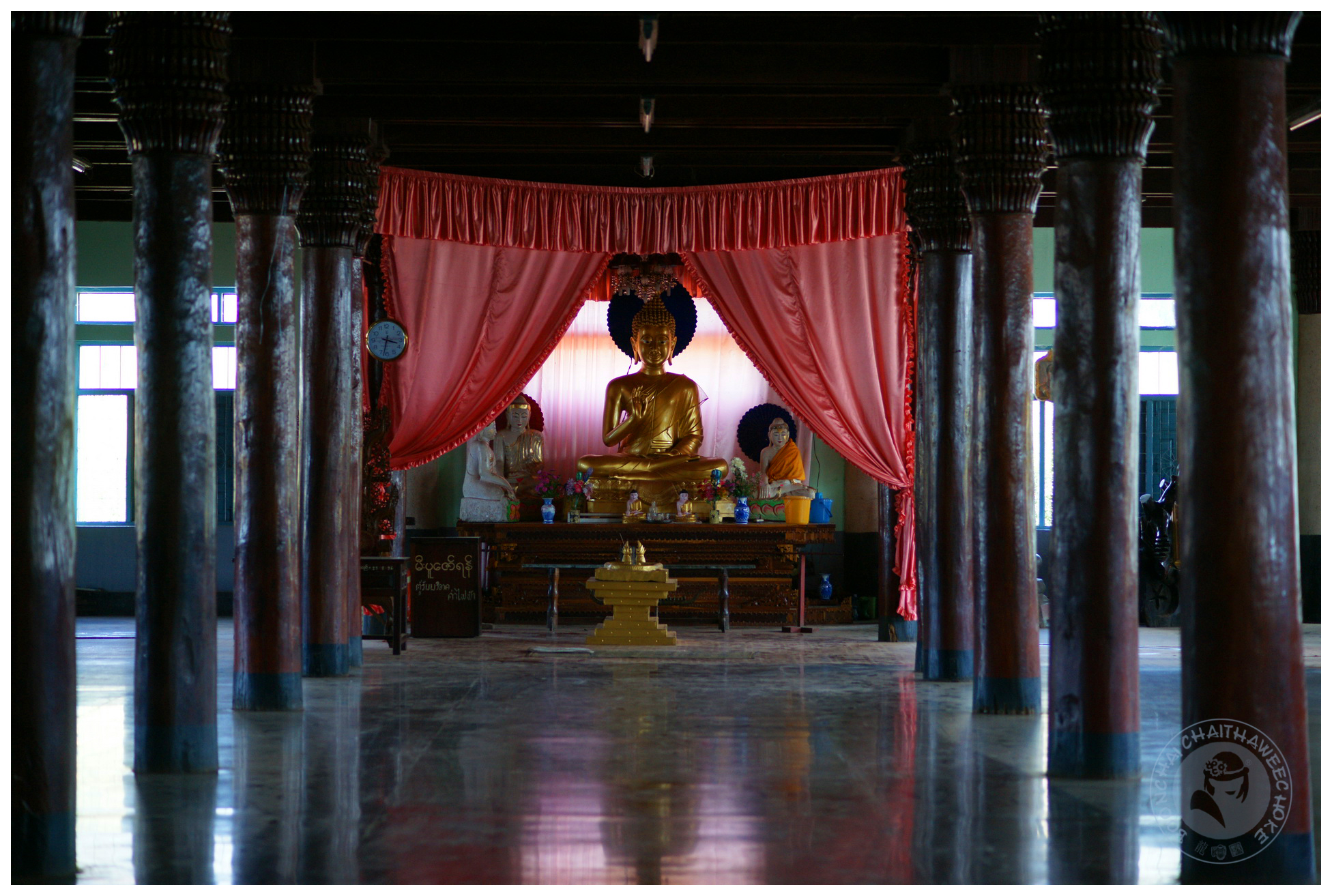
Intérieur d'un temple
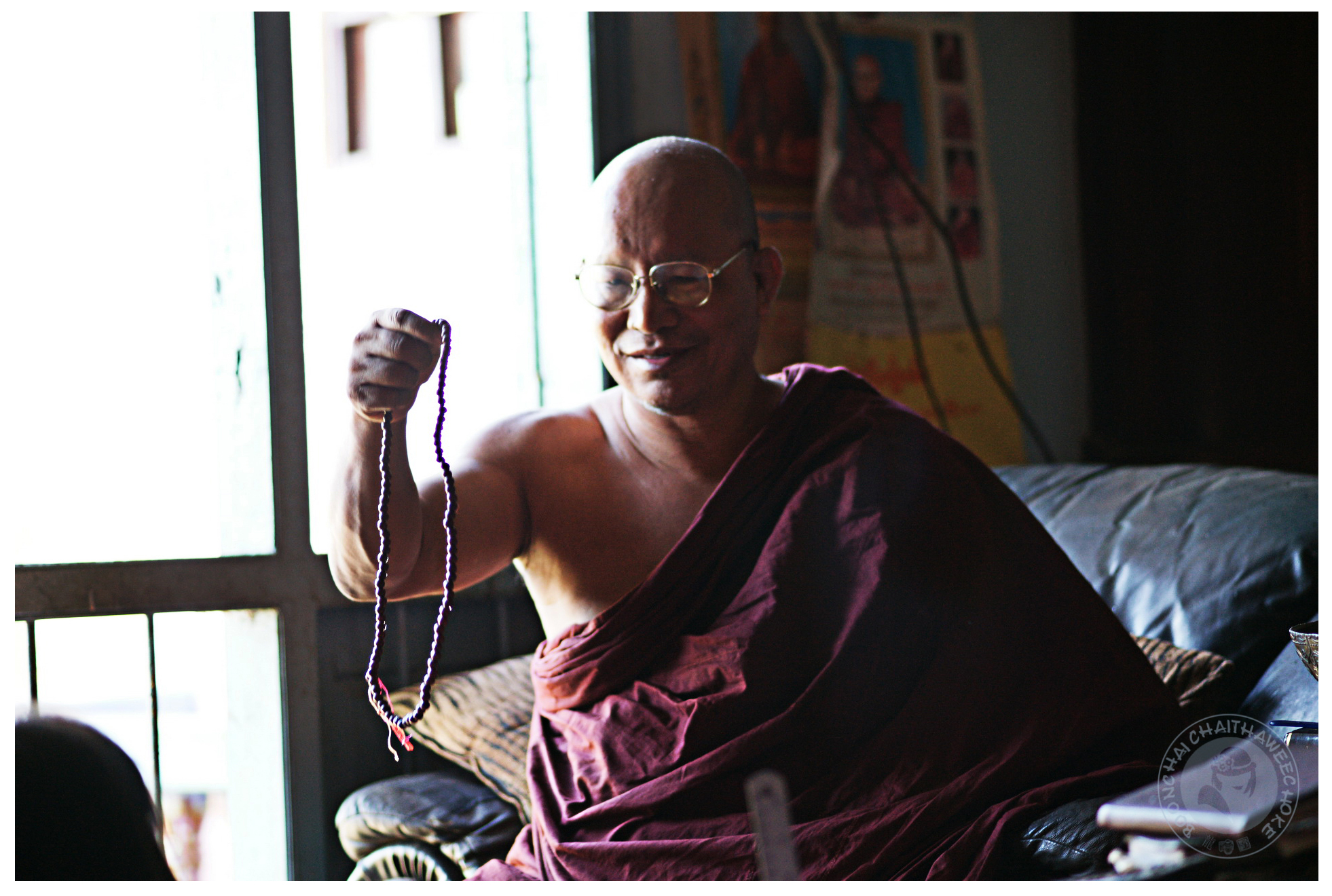
Un moine